# Johann Maria Farina
Johann Maria Farina (em italiano Giovanni Maria Farina), segundo sua certidão de nascimento Johannis Maria Farina) (Santa Maria Maggiore, Itália, 8 de dezembro de 1685 – Colônia, Alemanha, 25 de novembro de 1766) foi o criador de uma fragrância, a qual chamou eau de Cologne (água-de-Colônia). A sua fragrância foi a fragrância das casas reais do século XVIII, quando eau de Cologne era sinónimo da fragrância de Farina. Depois da Revolução Francesa a finais do século XVIII muitos tentaram copiar a fragrância e o nome Eau de Cologne. Naquela época não existia proteção de marcas, dessa maneira eau de cologne converteu-se no nome de todo um tipo de fragrâncias.
Farina ajudou a dar fama mundial à companhia criada em 1709 pelo seu irmão, a Farina gegenüber. Johann Maria Farina denominou o seu perfume eau de Cologne em honra à sua cidade adotiva. Fez que Colônia tornasse mundialmente conhecida como cidade de perfumes. A cidade de Colônia homenageia o seu ilustre cidadão através duma figura na torre da Câmara Municipal.

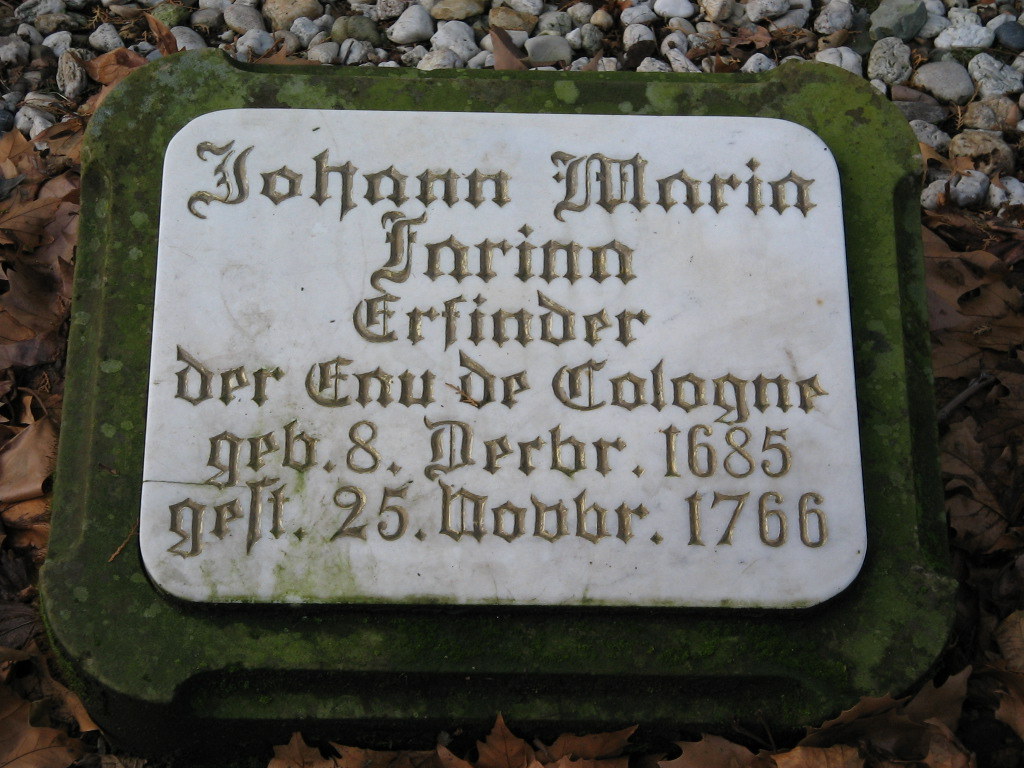
Lápide no Cemitério Melaten em Colônia

Sepultado no Cemitério Melaten.